# 地域医療機能推進機構北海道病院
地域医療機能推進機構北海道病院（ちいきいりょうきのうすいしんきこうほっかいどうびょういん）は、札幌市豊平区にある病院。通称JCHO北海道病院（ジェイコーほっかいどうびょういん）。

## 沿革
- 1953年（昭和28年）：結核療養所として「北海道社会保険中央病院」開設[2]。
- 1959年（昭和34年）：一般病院に変更[2]。
- 1961年（昭和36年）：北海道社会保険高等看護学院（後の北海道社会保険看護専門学校）開校（2004年閉校）[2]。
- 1973年（昭和48年）：総合病院の承認[2]。
- 2001年（平成13年）：新病棟完成し、「北海道社会保険病院」と改称。札幌市の「こどもデイサービスセンター」開設[2]。介護老人保健施設「サンビュー中の島」開設[2]。
- 2003年（平成15年）：新築工事竣工[2]。
- 2007年（平成19年）：院内保育所開設[2]。
- 2014年（平成26年）：地域医療機能推進機構が運営する「独立行政法人地域医療機能推進機構 北海道病院」となる。

## 機関指定
| 地域医療支援病院           | 地域周産期母子医療センター |
| 北海道がん診療連携指定病院 | 臨床研修指定病院           |

## 診療科等
診療科
- 消化器センター（消化器内科・消化器外科）
- 呼吸器センター（呼吸器内科・呼吸器外科）
- 周産期医療センター（新生児科・産科）
- 心臓内科
- 心臓血管外科
- 腎臓内科
- 糖尿病・内分泌内科
- 膠原病内科
- 神経内科
- 小児科
- 外科
- 整形外科
- 泌尿器科
- 産婦人科
- 眼科
- 耳鼻咽喉科
- 皮膚科
- 麻酔科
- 放射線診断科
- 病理診断科

専門外来
- 禁煙外来
- セカンド・オピニオン外来

部門
- 看護部
- 放射線部
- 検査部

## 施設認定
| 日本内科学会認定医制度教育関連病院                            | 日本循環器学会認定循環器専門医研修施設                                  |
| 日本心血管インターベンション治療学会認定研修施設              | 腹部ステントグラフト実施施設                                            |
| 日本不整脈学会・日本心電学会認定不整脈専門医研修施設          | 日本呼吸器学会認定施設                                                  |
| 日本呼吸器内視鏡学会気管支鏡専門医制度認定施設                | 日本がん治療認定医機構認定研修施設                                      |
| 日本消化器病学会認定施設                                      | 日本肝臓学会認定施設                                                    |
| 日本消化器内視鏡学会指導施設                                  | 日本消化器外科学会消化器外科専門医制度修練施設                          |
| 日本腎臓学会研修施設                                          | 日本透析医学会認定施設                                                  |
| 日本糖尿病学会認定教育施設                                    | 日本内分泌学会認定教育施設                                              |
| 日本甲状腺学会認定専門医施設                                  | 日本周産期・新生児医学会周産期新生児専門医補完研修施設                  |
| 日本周産期・新生児医学会周産期母体・胎児専門医指定研修施設    | 日本産科婦人科学会専門医制度専攻医指導施設                              |
| 日本小児科学会小児科専門医研修施設                            | 日本外科学会外科専門医制度修練施設                                      |
| 日本乳癌学会認定関連施設                                      | マンモグラフィ検診施設画像認定施設                                      |
| 日本整形外科学会整形外科専門医研修施設                        | 日本泌尿器科学会専門医教育施設・基幹教育施設                            |
| 日本感染症学会連携研修施設                                    | 日本眼科学会専門医制度研修施設                                          |
| 日本耳鼻咽喉科学会専門医研修施設                              | 日本皮膚科学会専門医研修施設                                            |
| 日本麻酔科学会認定病院                                        | 日本ペインクリニック学会指定研修施設                                    |
| 日本病理学会病理専門医研修認定施設B                           | 日本病理学会研修登録施設                                                |
| 日本臨床細胞学会認定施設                                      | 日本臨床細胞学会教育研修施設                                            |
| 日本静脈経腸栄養学会認定栄養サポートチーム（NST）稼動認定施設 | 日本静脈経腸栄養学会認定栄養サポートチーム（NST）専門療法士認定教育施設 |
| 日本栄養療法推進協議会認定栄養サポートチーム（NST）稼動施設   |                                                                         |

## アクセス・駐車場
中の島通沿いに位置している。
- じょうてつバス「ジェイコー病院前」バス停下車
- 札幌市電幌南小学校前停留場から徒歩約10分
- 札幌市営地下鉄南北線中の島駅から徒歩約20分
- 駐車場：264台

## 参考資料
- “JCHO北海道病院” (PDF).   地域医療機能推進機構 北海道病院. 2017年1月6日閲覧。